# Kartellbewegung
Die Kartellbewegung war eine industrielle Modernisierungsbewegung des späten 19. und frühen 20. Jahrhunderts. Sie war besonders ausgeprägt in Deutschland und Österreich. Die Kartellbewegung galt als Teil einer übergreifenden Konzentrationsbewegung, welche außerdem noch die Fusions- oder Trustbewegung mit umfasste. Letztere war vor allem in den USA stark.

## Geschichte
Die Industrialisierung in Europa und Nordamerika führte ab den 1870er Jahren zu einem verstärkten Bedürfnis nach Kooperation zwischen den Betrieben ein und derselben Branche. In mehreren Wellen bis tief in die 1930er Jahre hinein nahm die Kartellierung in Deutschland zu. Thematisch standen diese Wellen unter jeweils anderen Vorzeichen: Im Kaiserreich waren Produktionskartelle und Syndikate angesagt, in der Weimarer Republik Spezialisierungskartelle und Fertigungsverbände und im beginnenden Dritten Reich war es der Nachweis einer volksgemeinschaftlich nützlichen Wirtschaftsweise. Die Kartellbewegung war somit wesentlich ein Suchen nach den jeweils vordringlichsten oder am meisten geeigneten Kartellformen.
Im Dritten Reich wurde die Kartellbewegung im Zuge der verbandlichen Gleichschaltung der deutschen Wirtschaft in Wirtschafts- und Fachgruppen eingebunden und während des Zweiten Weltkriegs durch eine neue Supraorganisation von Lenkungsverbänden überflüssig gemacht. Rationalisierungen wurden nun von Staats wegen, d. h. in Absprache oder auf Anordnung der zentralen Wirtschaftsführung durchgeführt.
Nach dem Zweiten Weltkrieg wurde die Kartellbewegung durch die amerikanische Antikartell-Politik stark gedämpft und verlor spätestens in den 1960er Jahren jede gestaltende Kraft.

## Institutionalisierung
In den Jahrzehnten bis Anfang des 20. Jahrhunderts hatte die Kartellbewegung in Deutschland einen noch quasi informellen Charakter. Das Reichsgericht urteilte am 4. Februar 1897, dass die Bildung von Kartellen erlaubt ist und deren Einhaltung vor Gericht eingeklagt werden kann, wodurch die Kartellbewegung Schwung bekam.
Ab 1902 förderte der Centralverband deutscher Industrieller über seine Hauptstelle für das Syndikatswesen ganz offiziell die Verbreitung des Kartellprinzips – ähnlich wie heute vielfach Maßnahmen des Staates eine Modernisierung der Wirtschaft und anderer gesellschaftlicher Bereiche anstreben. Für einen erfolgreichen Kartellbetrieb waren sowohl ein organisatorisches als auch ein rechtliches Know-how sinnvoll und notwendig:
Die „Haupttätigkeit [der Stelle für das Syndikatswesen …] bestand in der Beratung und Unterstützung der Kartelle beim Aus- und Umbau der Satzungen und bei Neugründungen. […] die […] folgenden Jahre dienten […] der weiteren Verbreitung des Kartellgedankens, dessen Ausdehnung auf weitere Gebiete namentlich auch in den verarbeitenden Gewerben (Textilindustrie) und dessen innerer Durcharbeitung in den einzelnen von ihm erfassten Gewerben.“ Die allgemeinen Rationalisierungsziele waren, eine „größere Wirtschaftlichkeit durch zweckentsprechende innere Einrichtungen (bessere Verbindung der Rohstoffgewinnung und deren Verarbeitung, Ersparung von Verwaltungskosten, Zentralisierung des Verkaufs, Arbeitsteilung, Typisierung, Massentransporte, Zusammenlegung der Verwaltungsstellen usw.)“ herzustellen.
Ab 1903 hatte die Kartellbewegung zudem eine eigene Fachzeitschrift, die Kartell-Rundschau.
Im Dritten Reich wurden die privaten Kartelle von den staatskontrollierten Wirtschaftsgruppen betreut und immer stärker bevormundet.
Nach dem Zweiten Weltkrieg verlor die verbliebene Kartellbewegung in Deutschland die Unterstützung durch den Staat. Das Organ Kartell-Rundschau hatte 1944 das Erscheinen eingestellt und nahm seine Tätigkeit nicht wieder auf.